# Лаура Бехтольсгаймер
Лаура Бехтольсгаймер  (англ. Laura Bechtolsheimer, 31 січня 1985) — британська вершниця німецького походження, олімпійська чемпіонка.

## Виступи на Олімпіадах
| Олімпіада   | Дисципліна        | Місце |
| ----------- | ----------------- | ----- |
| Пекін 2008  | виїздка, особисті | 17    |
| Пекін 2008  | виїздка, командні | 5     |
| Лондон 2012 | виїздка, особисті | 3     |
| Лондон 2012 | виїздка, командні | 1     |

## Зовнішні посилання
- Досьє на sport.references.com [Архівовано 14 грудня 2012 у Wayback Machine.]